# Zur heiligen Dreifaltigkeit (Gießübel)

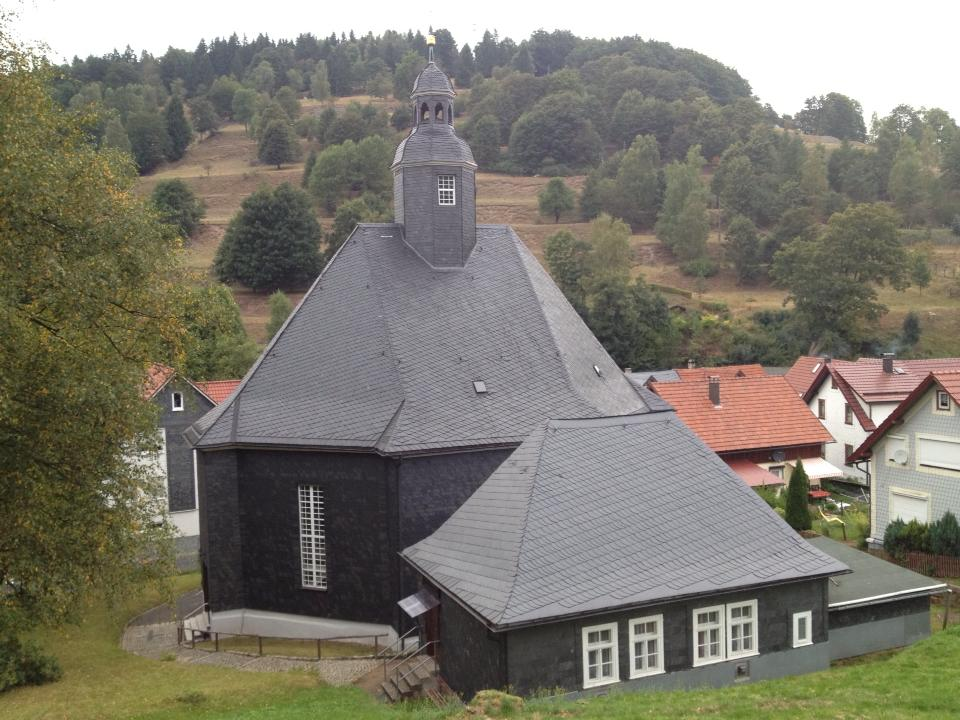
Die Kirche

Die denkmalgeschützte evangelische Dorfkirche Zur heiligen Dreifaltigkeit steht im Ortsteil Gießübel der Gemeinde Schleusegrund im Landkreis Hildburghausen in Thüringen.
Die Kirche wurde in den Jahren 1722 und 1723 im Barockstil erbaut und auf den Namen „Zur heiligen Dreifaltigkei“ geweiht.
Der Baustil in Form eines Achtecks mit verstärkten Ecken, die wie Strebepfeiler wirken, ist gewollt. An der Nord- und Westseite ist jeweils ein Eingangsportal angebracht. Die anderen Seiten sind mit großen Fenstern versehen. Eine Stundenschlagglocke aus dem Jahre 1745 hängt im Dachreiter.
Die Bronzeglocken des Geläuts sind aus den Jahren 1926, 1949 und 1950 und wurden im Glockenhaus oberhalb der Kirche postiert.
Im Inneren bestimmt die Grundform der Kirche die Einrichtung. Die Empore verläuft über alle Seiten. An der Westseite befindet sich die Orgel von Johann Christian Dotzauer, einem Orgelbaumeister aus Hildburghausen und Zeitgenossen Johann Sebastian Bachs. Sie wurde jedoch im Laufe der Zeit erneuert und umgebaut, um der Entwicklung zu entsprechen, so im Jahr 1841 durch den Orgelbaumeister Michael Schmidt aus Schmiedefeld.
Oberhalb der Kirche steht seit 1950 das Martin-Luther-Gemeindehaus, das auch als Winterkirche dient.
Im Jahre 2003 wurde das Dach saniert. Dabei entdeckte man, dass sich hier die Stundenschlagglocke im Dachreiter versteckt hat. Sie schlägt wieder.